# International Journal of Advanced Computer Technology
International Journal of Advanced Computer Technology（インターナショナル・ジャーナル・オブ・アドバンスド・コンピューター・テクノロジー）は、捕食オープンアクセスジャーナルと言われている出版物である。この出版物は、表面的には良心的なオープンアクセスジャーナルの属性を持っているが、実際にはそのモデルを搾取的かつ欺瞞的に破壊する、学術的価値が低く、いかがわしい自費出版として運営されている。

## 出版物に関する論争

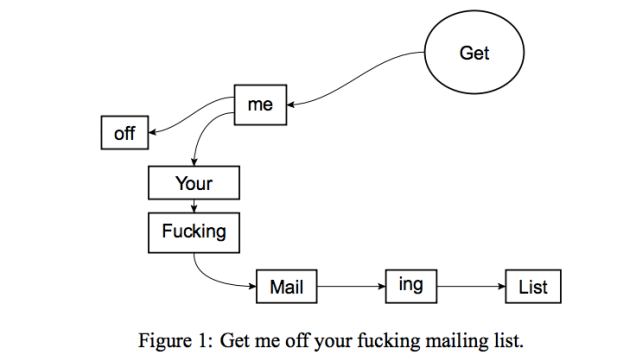
Mazièresとコーラーの論文の図の1つ

2005年、David Mazièresとエディー・コーラーという2人の科学者が、WMSCI 2005（the 9th World Multiconference on Systemics, Cybernetics and Informatics）に、『Get me off Your Fucking Mailing List（アンタのくそメーリングリストから私のアドレスを削除しろ）』というタイトルの論文を書いて投稿したが、これは同会議がスパムメールで悪名を馳せ、論文受理の基準が緩かったことに抗議したものだった。この論文は、基本的に「Get me off your fucking mailing list」という一文を何度も繰り返すだけで構成されていた。
2014年、International Journal of Advanced Computer Technologyからのスパムメールを受け取ったPeter Vamplewは、辛辣な返答としてMazièresとコーラーの古い論文を転送した。 Vamplewが驚いたことに、この論文は雑誌の査読プロセスで査読され、「エクセレント（極めて優れている）」と評価され、出版が認められた。この論文は、Vamplewが必要な150米ドルの論文掲載料の支払いを拒否したため、実際には出版されなかった。この事例から、れっきとした学術的事業としての雑誌の正当性を疑問視する評者が出た。